# Rukomet na Mediteranskim igrama 1991.
Rukometni turnir na MI 1991. održao se u Ateni u Grčkoj. Kuriozitet je da je pobijedila reprezentacija mrtve države. Jugoslavija je u završnici pobijedila Egipat. U susretu za broncu Italija je pobijedila Grčku.
Natjecali su se u dvjema skupinama:
- skupina A:  Grčka, Alžir, Sirija, Egipat, Turska
- skupina B: Francuska, Jugoslavija, Italija, Španjolska, Tunis

Pobjednici skupina međusobno su igrali za zlato, a drugoplasirani za brončano odličje.

## Konačni poredak
(poredak nepotpun)
| Mj. | Država      |
| --- | ----------- |
| 1.  | Jugoslavija |
| 2.  | Egipat      |
| 3.  | Italija     |
| 4.  | Grčka       |

| Pobjednici              |
| ----------------------- |
| Jugoslavija Peti naslov |